# Académie militaire d'Odessa
L’académie militaire d'Odessa est une école supérieure militaire inter-armes recrée en Ukraine. Elle se situe dans des bâtiments classés.

## Historique
Elle a été fondée e 1865 comme école d'infanterie par le ministre russe de la guerre. Le 16 avril 1899 elle est réformée comme Corps des cadets et en décembre 1943 elle prît le nom de Mikhaïl Frounze pour être close le 19 août 1992. Elle est recréée par le cabinet des ministres d'Ukraine.
Elle reprend les traditions de l'École supérieure militaire combinée de commandement et d'ingénierie ainsi que l'École la défense aérienne d'Odessa et l'École supérieure militaire combinée de commandement d'Odessa.

## Enseignements

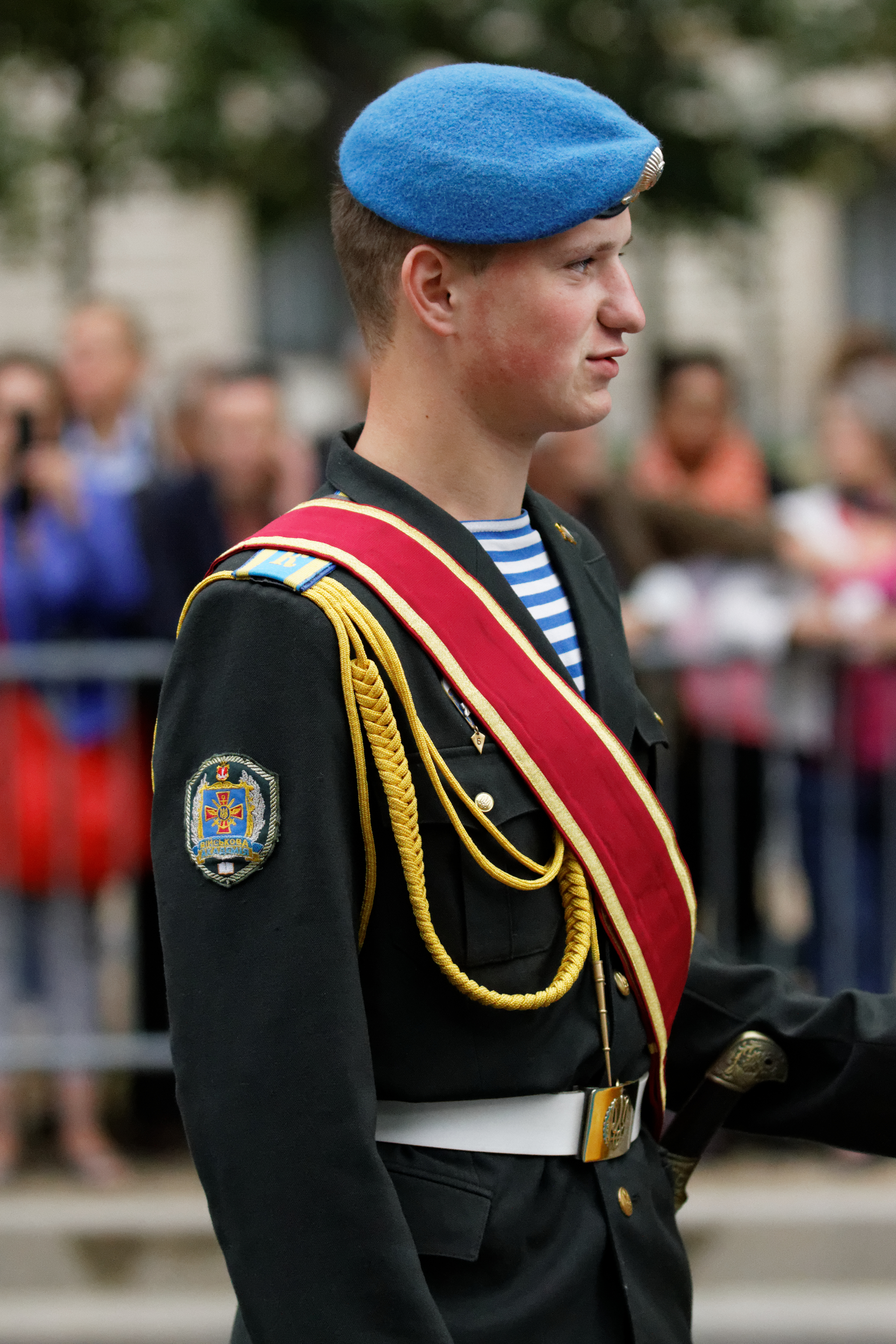
Un élève de l'école en 2014 lors du 14 juillet sur les Champs-Élysées.

Ils se font en relation avec l'université nationale polytechnique d'Odessa et se répartissent en douze spécialités :
- formations mécanisées,
- unités aéroportées de marine et de montagne
- linguistique
- renseignement
- gestion des unités spécialisé, hors marine
- gestion des unités de marine
- Communication militaire
- maintenance
- approvisionnent
- économat
- entretien du matériel
- Psychologie.

La formation est ouverte aux militaires de la réserve.

## Élèves notables
- général Valeri Zaloujny commandant en chef des forces armées ukrainiennes.
- général Serhii Popko.
- général Kyrylo Boudanov, renseignement militaire.
- général Léonid Maltsev.
- général Ivan Panfilov.
- Anatolie Nosatîi, ministre moldave de la défense.
- Valeriy Tchybineyev, héros d'Ukraine.

## Lieux d'accueil

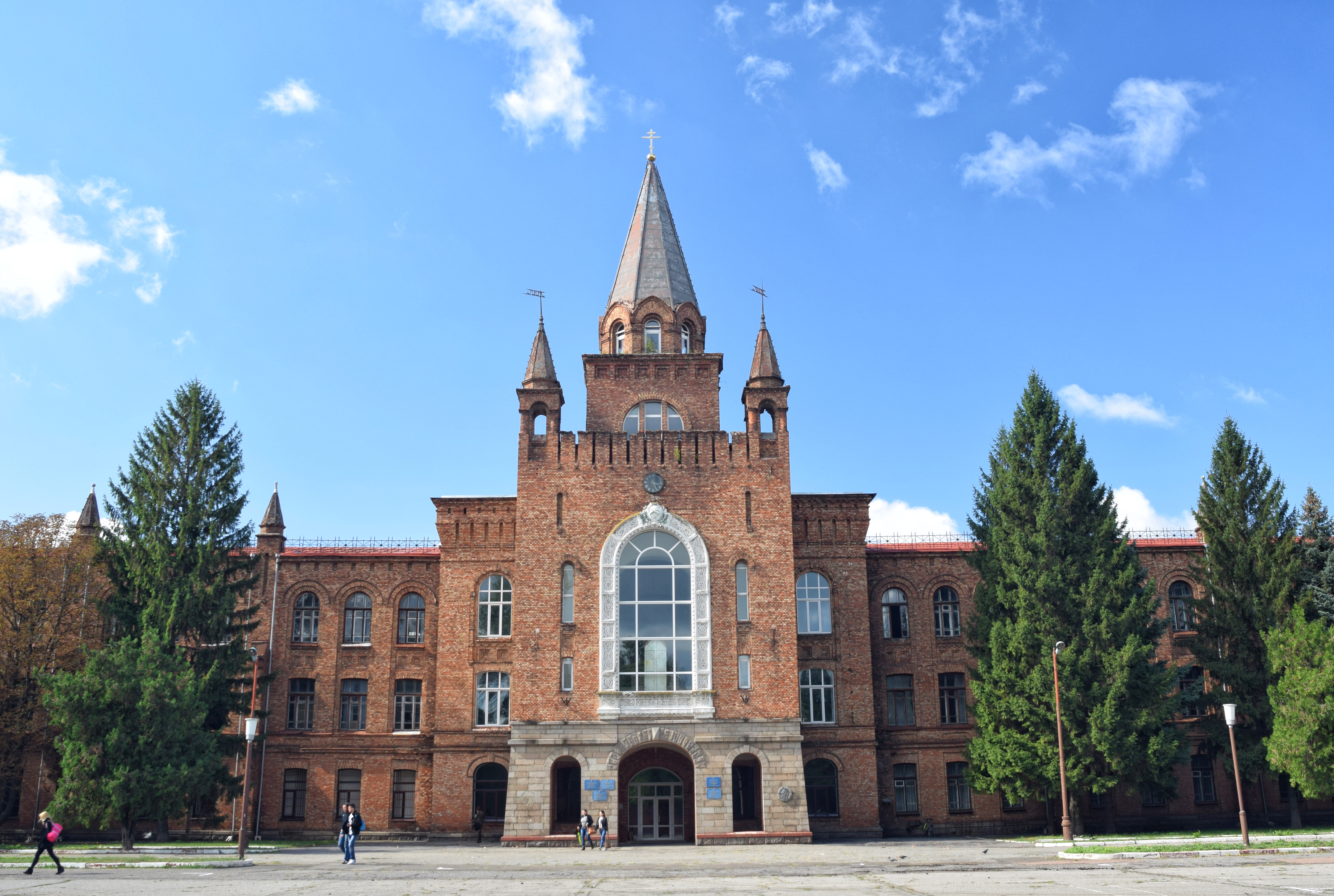
École d'artillerie, bâtiment classé[4],
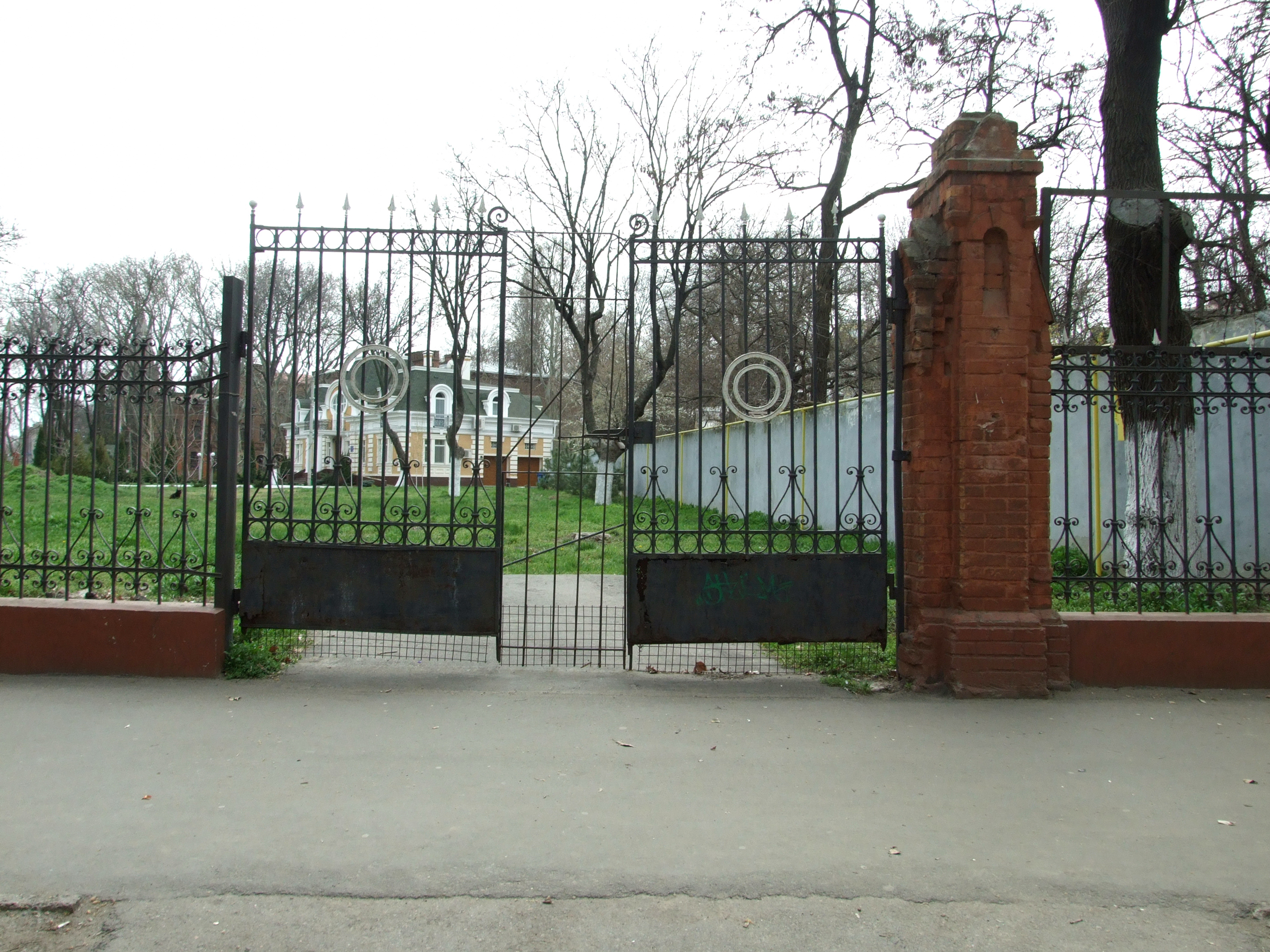
et grille, classée[5],
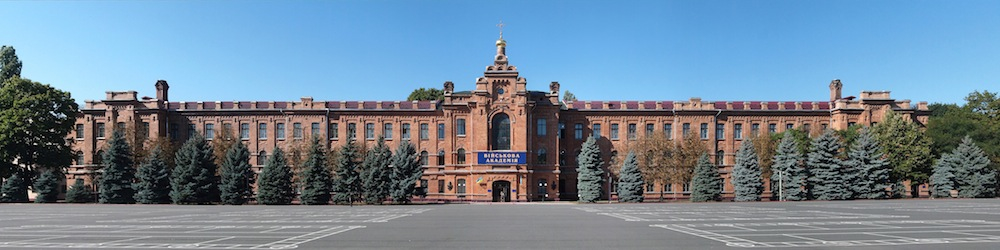
bâtiment des corps de cadets classé[6],
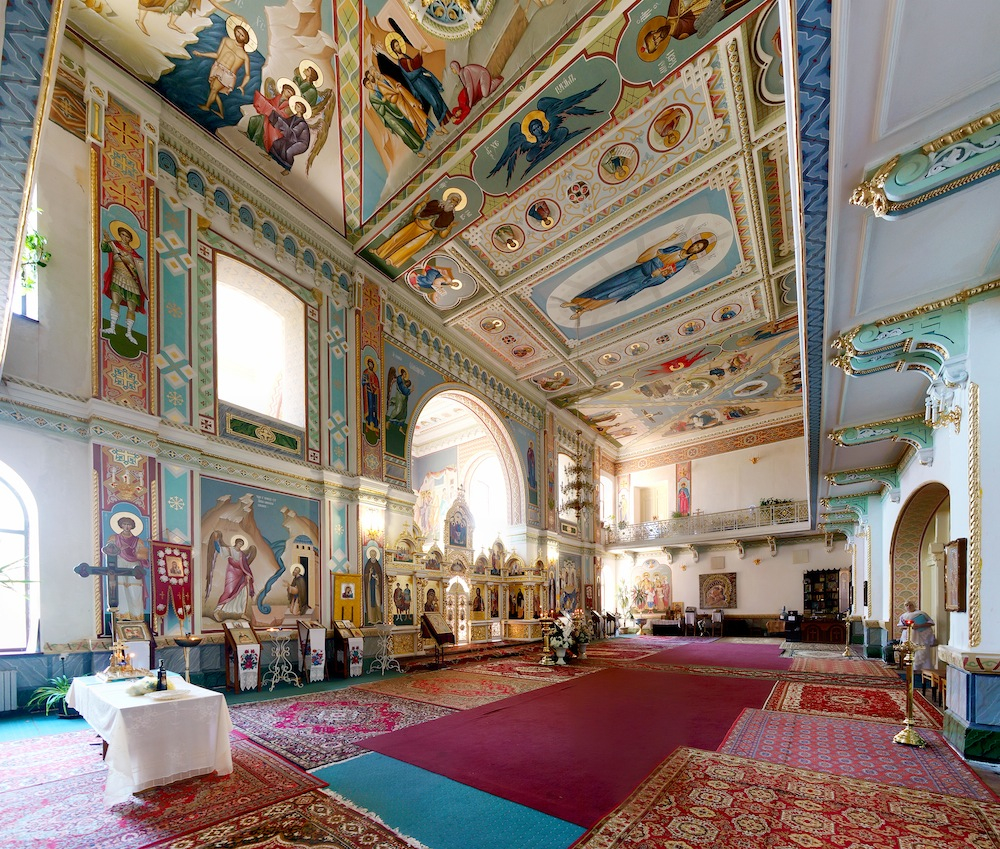
l'église Cyril & Méthode classée,
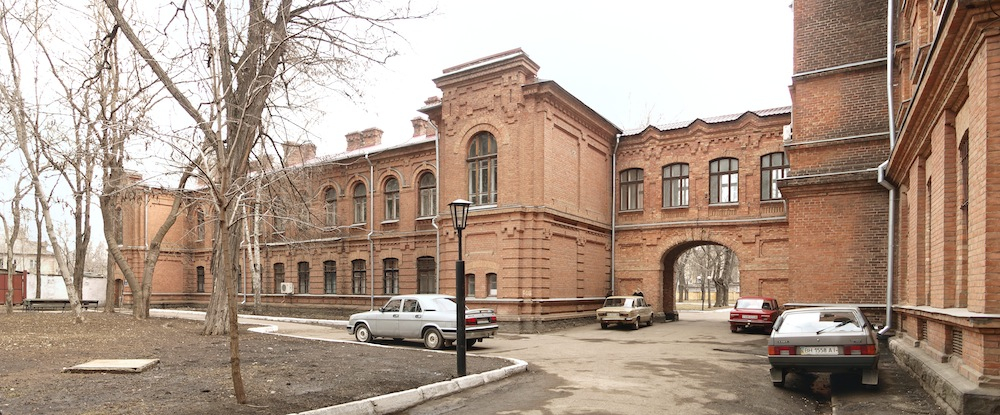
quartier-général classé[7].